# Mieke Bal
Maria Gertrudis "Mieke" Bal (Heemstede, Països Baixos, 14 de març 1946) és una professora emèrita de teoria de la literatura a la Universitat d'Amsterdam. Amb anterioritat a Amsterdam fou professora a la Royal Netherlands Academy of Arts and Sciences, així com a cofundadora de la Amsterdam School for Cultural Analysis de la Universitat d'Amsterdam. Bal ha estat una acadèmica d'interessos diversificats, fent recerca sobre estètica, feminisme, teoria del cinema, història i teoria de l'art, l'antic testament, la bíblia hebrea, i filosofia entre d'altres. Així mateix, també és vídeo artista, fet que posa en relleu la seva creativitat. Durant la seva trajectòria com a acadèmica i artista, sempre ha tendit a cercar mètodes interdisciplinars, esborrant els límits entre les disciplines acadèmiques i el desenvolupament de nous programes acadèmics.

## Formació
Mieke Bal es llicencià en francès el 1969 a la Universitat d'Amsterdam. Llavors, sota la supervisió del professor Jan Kamerbeek, feu el doctorat en literatura comparada i francès a la Universitat d'Utrecht (1977).

## Carrera professional
Bal fou professora de semiòtica i estudis de la dona entre 1987 i 1991 a la Universitat d'Utrecht. També ocupà la càtedra de la secció de literatura comparada i fou Susan B. Anthony Professor d'estudis de la dona a la Universitat de Rochester (1987–1991). Entre 1991 i 1996 fou professora visitant de Visual and Cultural Studies a la Universitat de Rochester, compaginant-ho amb la posició de professora de teoria de la literatura a la universitat d'Amsterdam, entre 1991 i 2001.
Entre 1993 i 1995 Bal fundà l'Amsterdam School for Cultural Analysis, un institut de recerca i escola de doctorat dedicada a l'estudi des d'un punt de vista comparatiu i interdisciplinari de la cultura.
Al 2005 la Royal Netherlands Academy of Arts and Sciences guardonà Bal amb una beca molt prestigiosa, normalment donada a investigadors amb una àmplia trajectòria i grans descobriments durant la mateixa. L'acadèmia lloà l'aproximació personal que fa cap a la teoria de la literatura i les arts visuals com a "altament innovadora, ferna i amb una creativitat excepcional".
A més a més de la seva trajectòria prolífica com a acadèmica, Bal ha estat una professora excepcional. Ha supervisat més de vuitanta doctorands treballant en àmbits de recerca molt diversos. Al 2016 Bal va rebre un doctorat honorífic de la Universitat de Lucerne. Bal ha publicat més d'una trentena de llibres sobre temàtiques diverses.

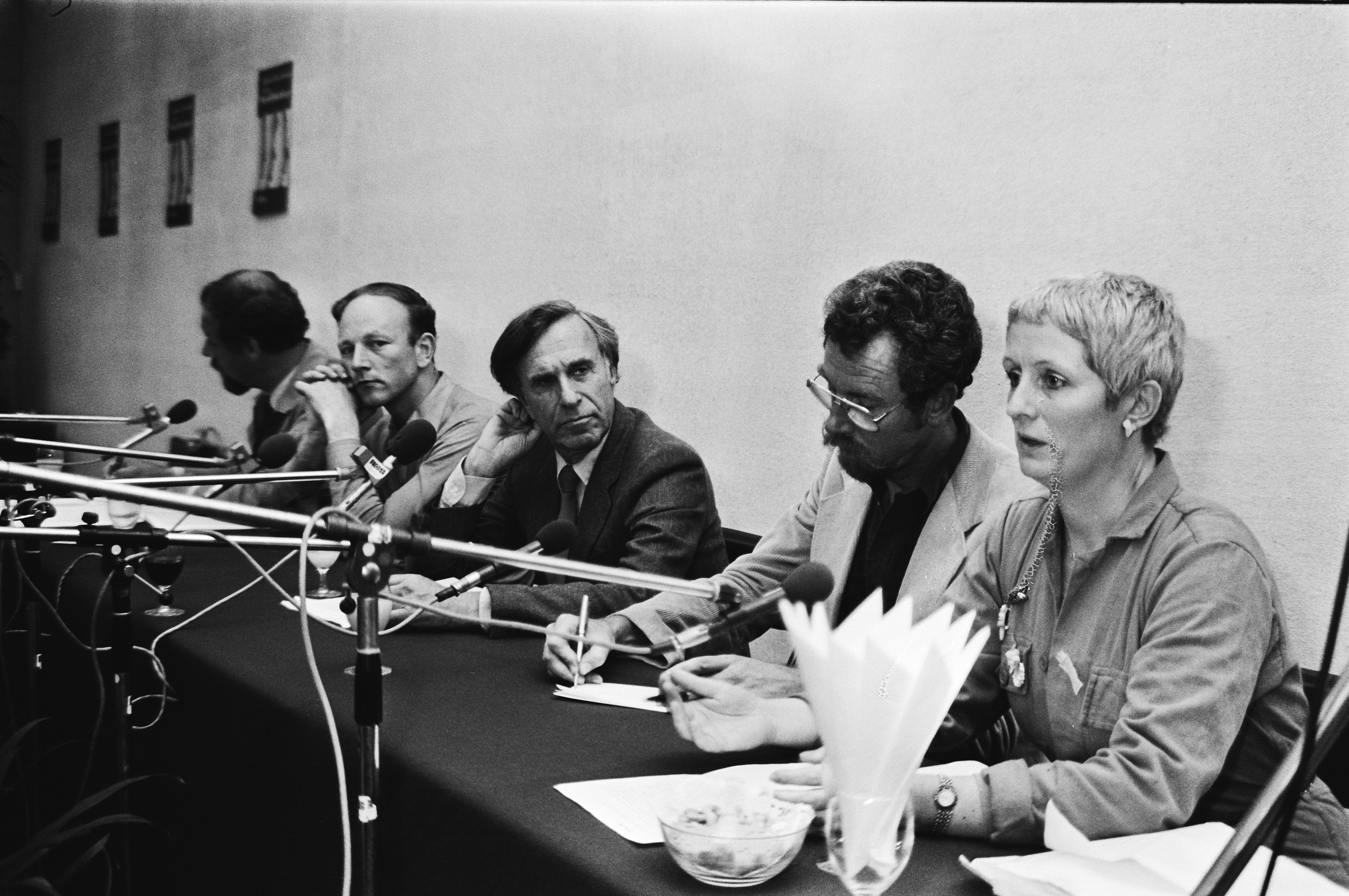
Fòrum GPD Arti et Amicitiae. 1980.

## Vídeo-art
A més a més de la seva tasca acadèmica, Bal és una artista que treballa amb vídeo: les seves pel·lícules i instal·lacions han estat exhibides internacionalment. És membre del col·lectiu Cinema Suitcase, amb qui ha realitzat diversos projectes que parlen del fenomen migratori. Conjuntament amb Michelle Williams Gamaker, han dirigit un llargmetratge anomenat A Long History of Madness (2011). Aquest està basat en la novel·la francesa Mère Folle escrita per Françoise Davoine, pscioanalista. Aquesta obra ha estat titllada de ficció teòrica, on s'examina la bogeria i com aquesta pot ser tractada de forma analítica. Bal i Gamaker col·laboraren de nou al 2014 amb una segona pel·lícula, Madame B, una interpretació contemporània del clàssic de Gustave Flaubert, Madame Bovary (1856).

## Publicacions
- 2013. Endless Andness: The Politics of Abstraction According to Ann Veronica Janssens. Londres i Nova York: Bloomsbury. ISBN 978-1-4725-2818-6.
- 2013. Thinking in Film: The Politics of Video Installation According to Eija-Liisa Ahtila. Londres i Nova York: Bloomsbury. ISBN 978-1-4725-3274-9.
- 2010. Of What One Cannot Speak: Doris Salcedo’s Political Art. Chicago: University of Chicago Press. ISBN 0-226-03578-6.
- 2009 [1985]. Narratology: Introduction to the Theory of Narrative. 3rd ed. Trans. Christine van Boheemen. Toronto: University of Toronto Press. ISBN 978-0-8020-9631-9.
- 2006. A Mieke Bal Reader. Chicago: University of Chicago Press. ISBN 0-226-03585-9.
- 2002. Travelling Concepts in the Humanities: A Rough Guide. Toronto: University of Toronto Press. ISBN 0-8020-8410-9.
- 1999. Quoting Caravaggio: Contemporary Art, Preposterous History. Chicago: University of Chicago Press. ISBN 0-226-03556-5.
- 1996. Double Exposures: The Subject of Cultural Analysis. Londres i Nova York: Routledge. ISBN 0-415-91704-2.
- 1991. Reading “Rembrandt”: Beyond the Word–Image Opposition. Cambridge, UK, i Nova York: Cambridge University Press. ISBN 0-521-39154-7.
- 1988. Death and Dissymmetry: The Politics of Coherence in the Book of Judges. Chicago: University of Chicago Press. ISBN 0-226-03555-7.
- 1988. Murder and Difference: Gender, Genre and Scholarship on Sisera’s Death. Trans. Matthew Gumpert. Bloomington and Indianapolis: Indiana University Press. ISBN 0-253-33905-7.
- 1987. Lethal Love: Feminist Literary Readings of Biblical Love Stories. Bloomington and Indianapolis: Indiana University Press. ISBN 0-253-20434-8.